# Pella (Pella)
Pella (griechisch Πέλλα (f. sg.)) ist eine Kleinstadt mit 6798 Einwohnern (Stand 2011) im griechischen Makedonien.
Zur Zeit Philipps II. und Alexanders des Großen war Pella die Hauptstadt des antiken Makedonien. In byzantinischer und osmanischer Zeit hieß die Stadt Agii Apostoli (Άγιοι Απόστολοι), im Slawischen abgewandelt zu Postol (Постол). Nach der Rückeroberung Makedoniens durch Griechenland erhielt der Ort 1918 den Status einer Landgemeinde (Kinotita Pellis) und wurde als Siedlung 1926 in Pella umbenannt. 1989 erfolgte die Anerkennung als Stadtgemeinde (Dimos), die 1997 durch Eingemeindung einiger Nachbarorte erheblich vergrößert wurde (2001: 7295 Einwohner). 2010 wurde eine größere Gemeinde Pella geschaffen, der die vormalige Gemeinde Pella seither als einer von fünf Gemeindebezirken angehört.

## Geschichte
An der Wende vom 5. zum 4. Jahrhundert v. Chr. wurde Pella aus umliegenden Gemeinden durch den makedonischen König Archelaos neugegründet und zur Hauptstadt des Königreichs Makedonien gemacht. Vermutlich wechselte der Sitz der Hauptstadt von Aigai (heute Vergina) nach Pella, da Pella über den Loudias-See Zugang zum Meer hatte und im seit Alexander I. gewachsenen Makedonien zentraler lag.

Plan der Stadt Pella

Bis zur Zeit Philipps II. blieb die Stadt im Vergleich mit den griechischen Poleis recht unbedeutend und klein, da sich das Interesse an einem zentralen Verwaltungssitz und großen Hauptstadt auf das Königshaus beschränkte. Unter dem starken König Philipp II. wurde Pella dann ausgebaut und die Zahl der Bewohner nahm rasch zu. Die Blütezeit der Stadt reichte bis ins 2. Jahrhundert v. Chr.
168 v. Chr. wurde Pella im Dritten Makedonisch-Römischen Krieg von den Römern erobert und sank zu einer unwichtigen Provinzstadt herab. Wohl am Beginn des 1. Jahrhunderts wurde die makedonische Stadt durch ein Erdbeben zerstört.

## Grabungsstätte
Seit dem Beginn der Grabungen in den 1950er Jahren sind mehrere öffentliche Gebäude Pellas freigelegt worden. Vom ehemaligen Stadtgebiet wurden die Agora und die umliegenden Gebäude freigelegt und nördlich davon auf der Akropolis der Palast. Von den Wohnbezirken sind jedoch erst wenige Häuserblöcke, „Insulae“, freigelegt worden. Die Grabungsarbeiten dauern noch an. Zu den beeindruckendsten Funden zählen die großflächigen Kieselsteinmosaiken.
Ende September 2009 wurde ein neues, modernes Museum auf dem Gelände eröffnet, welches die auf dem Grabungsgelände gefundenen Objekte und Mosaike didaktisch präsentiert.

## Persönlichkeiten

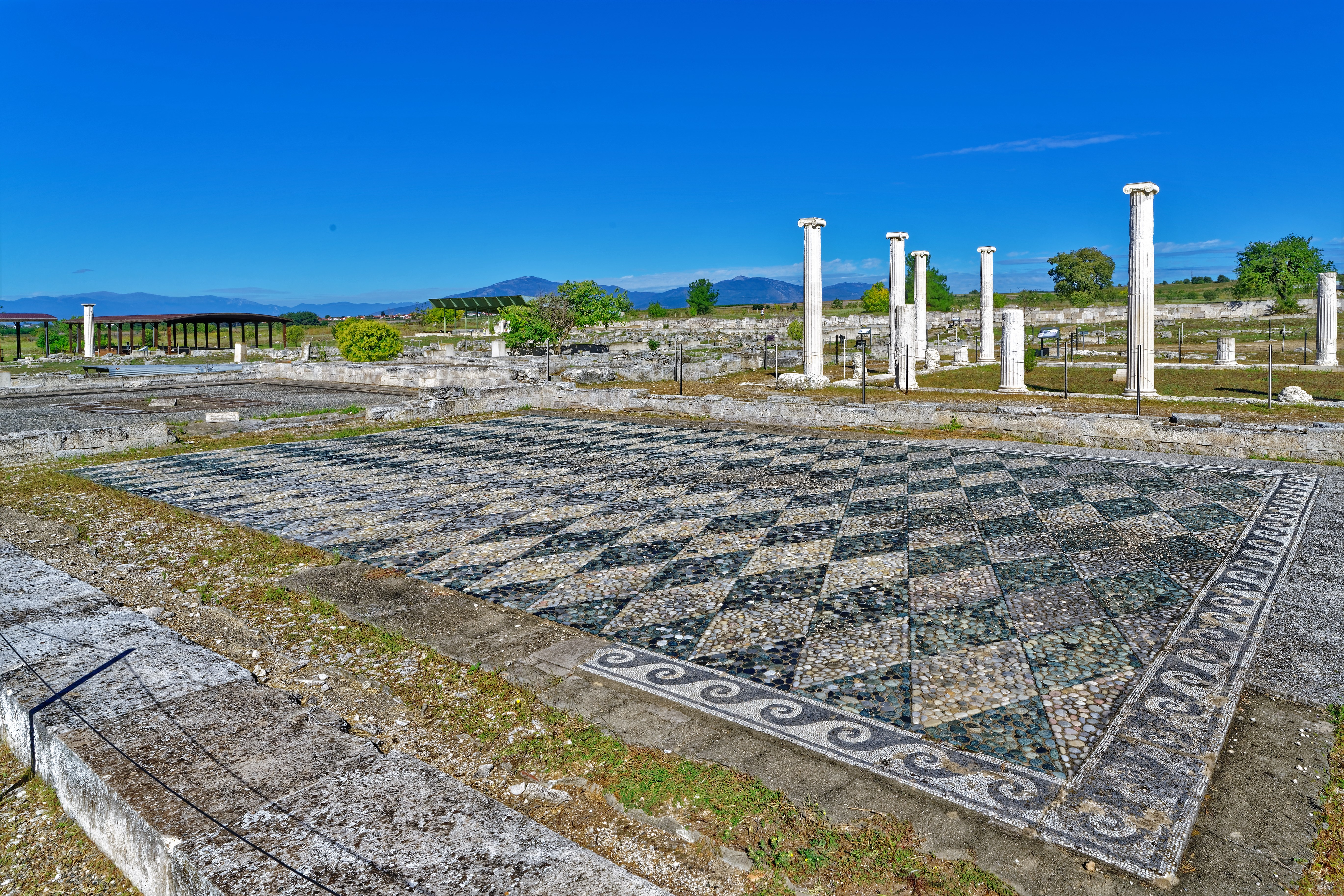
Mosaik von Pella, der Hauptstadt des Königreichs Makedonien

### Söhne der Stadt
- Alexander der Große (* 356 v. Chr.; † 323 v. Chr. in Babylon), König von Makedonien, Hegemon des Korinthischen Bundes
- Hephaistion (* um 360 v. Chr.; † 324/23 v. Chr. in Ekbatana), Freund Alexanders des Großen
- Ophellas (* um 355 v. Chr.; † 308 v. Chr. bei Karthago), makedonischer Offizier unter Alexander dem Großen und Ptolemaios I.
- Poseidippos (* um 310 v. Chr.; † 240 v. Chr. in Alexandria), griechischer Dichter und Epigrammatiker
- Paulinus von Pella (* 376; † nach 459 in Bordeaux) weströmischer Aristokrat und Autor
- Krste Misirkov (* 1874; † 1926), bulgarisch-mazedonischer Philologe, Journalist, Historiker und Ethnograph

### Weitere
- Euripides (* 480 v. Chr. oder 485/484 v. Chr. in Salamis; † 406 v. Chr. in Pella), griechischer Dramatiker
- Choirilos von Samos († 4./5. Jh. v. Chr. in Pella) Epiker des Königs Archelaos I.
- Viele Günstlinge der makedonischen Könige (vor allem ab Philipp II.) wuchsen am Hofe des Königs in Pella auf und wurden dort erzogen, zum Beispiel Alexander von Molossis, Philipps Schwager und König von Molossis.